# Новые Тёмные Века. Колония
Новые Тёмные Века. Колония — научно-фантастический роман украинского писателя Макса Кидрука. Опубликован в декабре 2022 года в издательстве «Бородатый Тамарин», основанном автором совместно с женой Татьяной Кидрук. Книга является первой частью фантастического цикла «Новые Тёмные Века», действие которого происходит в XXII веке. Вторая часть, «Коллапс», ожидается примерно в 2026 году, а третья книга будет называться «А затем наступила тьма».
Одна из ключевых идей романа заключается в том, что, несмотря на цивилизационные достижения, человеческая природа остаётся неизменной, и ни увеличение продолжительности жизни, ни превращение человечества в двухпланетный вид не гарантируют его спасения.
Роман содержит множество иллюстраций, включая цветные, а также таблицы и карты, которые облегчают понимание содержания. За три месяца после издания было продано 30 тысяч экземпляров.

## Сюжет
Действие романа происходит в 2141 году. Земляне восстанавливаются после клодиса (от сlostridium disease), болезни, вызвавшей крупнейшую за полвека пандемию. Появляется новая угроза — патоген, поражающий исключительно беременных женщин. Учёные пытаются выяснить природу болезни и её возможную связь с нейтринными вспышками, зарегистрированными вокруг планеты. Тем временем население марсианских колоний превысило 100 тысяч человек. Из-за ограниченности ресурсов колонисты вынуждены работать больше, чем жители Земли. Марсиане стремятся к переменам, не осознавая, что эти изменения угрожают существованию их колоний.

## Презентация
Для продвижения книги автор организовал благотворительный тур по городам Украины и Европы.

## Критика
Роман получил положительные отзывы. Критики высоко оценили научную точность, реалистичные сценарии исчезновения человечества (такие как высвобождение метана из гидратов и антибиотикорезистентность) и обилие иллюстраций, а также сложность и актуальность поднятых вопросов.
«Колония» характеризуется как классический роман-предупреждение. В нём отсутствует упрощённое разделение на добро и зло — мир и люди представлены в оттенках серого.
Книга названа новой звездой украинской фантастической литературы, положившей начало эпической серии современной, жёсткой и глубоко научной фантастики.
По данным Украинского института книги, роман стал бестселлером 2022 года.

## Переводы романа
- 20 июня 2024 года на своей странице в Facebook Макс Кидрук сообщил, что в 2025 году «Колония» будет издана на польском языке в издательстве Insignis с начальным тиражом 7000 экземпляров[8].
- 20 сентября 2024 года на Facebook Макс Кидрук объявил, что «Колония» переводится на венгерский язык, с ожидаемой публикацией летом 2025 года в издательстве Európa Könyvkiadó[9].

## Интересные факты
Макс Кидрук о своём романе:
В этой книге я изобразил один из худших сценариев будущего. И он, конечно, вам не понравится. Но я сознательно начинаю этот разговор, чтобы вымышленная картина не стала реальностью.
Автор отметил, что в ближайшие годы намерен сосредоточиться на написании продолжений цикла «Новые Тёмные Века».
В романе присутствует ненормативная лексика. Возрастной ценз — с 18 лет.